# Covent Garden Station
Covent Garden Station er en London Underground-station i Covent Garden. Den er på Piccadilly line mellem Leicester og Holborn. Stationen er en bevaringsværdig bygning, på hjørnet af Long Acre og James Street. Den ligger i takstzone 1.
Stationen blev åbnet af Great Northern, Piccadilly and Brompton Railway den 11. april 1907, fire måneder efter tog begyndte at køre på resten af banen den 15. december 1906.
Ligesom de øvrige oprindelige GNP&BR-stationer er overfladebygningen og perronbeklædningen designet af Leslie Green. Stationsbygningen er en klassisk okseblodsrød bygning. Perronvæggene var beklædt med to gule og hvide nuancer og hvide fliser med geometriske former langs med tre blanke rum, med plads til stationsnavnet. Som en del af Transport for Londons investeringsprogram blev den aldrende beklædning fra stationens åbning udskiftet i 2010 med fliser i et tilsvarende design.

## Adgang
Covent Garden Station er en af de få stationer i det centrale London, hvor adgang til perronerne udelukkende foregår med elevator eller trapper, hvorved der ofte er trængsel på stationen grundet Covent Garden-områdets popularitet blandt turister. For at kontrollere trængslen lørdag eftermiddag, hvor de omkringliggende shoppingområder er travlest, blev stationen kun benyttet til udgang for at forhindre risikoen for overfyldte perroner, men efter udskiftningen af elevatorerne, er denne begrænsning blevet ophævet. Der er fire elevatorer, der giver adgang til gadeniveau, men en sidste trappe fra elevatorerne og til perronerne gør, at stationen ikke kan benyttet af kørestolsbrugere. Som alternativ er der en nød-spindeltrappe med 193 trin, hvilket svarer til en 10-etagers bygning. Under elevatorturen op beder en optagelse passagererne om at have sine billetter klar til udgangen, samt fortæller passagererne hvor de skal dreje, for at komme til Covent Garden Market.
Transport for London har lovet at lette trængslen på stationen, hvilket kan involvere anlægget af en ny udgang længere mod nord ad Long Acre (det vil sige væk fra Covent Garden Market og nærmere de eklektiske shoppingområder omkring Neal's Yard), og tilføjelse af rulletrappeadgang.[kilde mangler]

## Nærhed til Leicester Square
Rejsen mellem Leicester Square Station og Covent Garden tager kun omkring 20 sekunder, og er på kun 260 m, hvilket er den korteste afstand mellem to tilstødende stationer i Underground-netværket. Stationerne ligger så tæt, at en fodgængder, der står halvejs mellem dem på Long Acre, kan se begge stationer ved at drejse sig 180°. Nærheden gør, at London Undergrounds normale £4,30-takst for rejsen mellem disse to stationer svarer til £16,69 pr. km, hvilket gør turen dyrere per km end luksustoget Venice-Simplon Orient Express. Plakater på stationen viser alternative måder at komme til og fra Covent Garden fra de omkringliggende stationer.

## Folklore
Det siges, at skuespilleren William Terriss' spøgelse hjemsøger stationen. Den senest rapporterede observation af William Terriss var i 1972.